# Serie B 2009-2010 (calcio a 5)
La serie B 2009-10 è stato il dodicesimo campionato nazionale di terzo livello e la ventesima edizione assoluta della categoria; si è svolto tra il 3 ottobre 2009 e il 27 marzo, prolungandosi fino al 15 maggio 2010 con la disputa delle partite di spareggio. Rispetto alle edizioni precedenti è stata completamente rivoluzionata la formula dei play-off, disgiungendoli dai play-out della serie A2.
Le squadre classificatesi tra il secondo e il quinto posto nei gironi disputano un primo turno preliminare a eliminazione diretta in cui le appartenenti allo stesso girone si scontrano in gare di andata e ritorno. Le dodici vincenti accedono a una seconda fase articolata a triangolari dai quali solo le prime classificate si qualificano alle due finali promozione, giocate in gare di andata e ritorno.
Per quanto riguarda le retrocessioni, scendono direttamente in serie C1 le squadre classificatesi agli ultimi due posti (ultimi tre nel girone F, composto da 14 formazioni); la decima e l'undicesima classificata di ogni girone si scontrano nei play-out per determinare la quarta retrocessione. Il Consiglio Direttivo della Divisione Calcio a Cinque preso atto delle domande di iscrizione, ammissione e ripescaggio al Campionato Nazionale di Serie B ha disposto il ripescaggio di dodici società: Atletico Ruvo, Barletta, Domus Bresso, Grado 2006, Manfredonia, Pellegrino Sport, Pro Capoterra, Real Molfetta, Real Rieti, Rimini, Sporting Modugno e ZIR Nuoro.

## Girone A

### Partecipanti
Il girone comprende sei società provenienti dalla Lombardia, tre dal Piemonte, e due rispettivamente da Valle d'Aosta ed Emilia-Romagna. Al posto dell'Asti promosso in serie A2, Eurosporting, San Biagio e Interfive Vigevano retrocesse in C1, San Lorenzo della Costa, Saronno e GRF Rapallo (vincitore del neonato campionato unico di serie C ligure) che non hanno presentato domanda di iscrizione, sono state ammesse il Torino Cesana retrocesso in serie A2 e le vincitrici dei campionati di serie C1 regionali di Piemonte/Valle d'Aosta e Lombardia ovvero ACSI Aurora e Bra. A completamento dell'organico è stata ripescata la Domus Bresso, dodicesima e retrocessa al termine dell'edizione precedente, mentre Forlì e Reggiana provengono dal girone C. Dopo appena un anno si interrompe il sodalizio "Lecco&Toniolo", con la società meneghina che prosegue l'attività in serie B mentre il Lecco riparte dalla serie C1 regionale.

### Classifica[2]
|  | Pos. | Squadra          | Pt | G  | V  | N | P  | GF  | GS  | DR  |
|  | ---- | ---------------- | -- | -- | -- | - | -- | --- | --- | --- |
|  | 1.   | Aosta            | 64 | 24 | 21 | 1 | 2  | 122 | 47  | +75 |
|  | 2.   | Torino Cesana    | 52 | 24 | 16 | 4 | 4  | 111 | 70  | +41 |
|  | 3.   | Reggiana         | 51 | 24 | 16 | 3 | 5  | 105 | 62  | +43 |
|  | 4.   | Domus Bresso     | 50 | 24 | 16 | 2 | 6  | 81  | 61  | +20 |
|  | 5.   | Aymavilles       | 42 | 24 | 12 | 6 | 6  | 77  | 70  | +7  |
|  | 6.   | Bergamo          | 37 | 24 | 10 | 7 | 7  | 85  | 74  | +11 |
|  | 7.   | Real Cornaredo   | 33 | 24 | 11 | 0 | 13 | 96  | 90  | +6  |
|  | 8.   | Sporting Rosta   | 32 | 24 | 10 | 2 | 12 | 82  | 84  | -2  |
|  | 9.   | Forlì            | 32 | 24 | 10 | 2 | 12 | 91  | 111 | -20 |
|  | 10.  | Toniolo Milano   | 30 | 24 | 9  | 3 | 12 | 83  | 79  | +4  |
|  | 11.  | Bergamo Calcetto | 20 | 24 | 6  | 2 | 16 | 67  | 101 | -34 |
|  | 12.  | Bra              | 6  | 24 | 2  | 0 | 22 | 44  | 109 | -65 |
|  | 13.  | ACSI Aurora      | 2  | 24 | 0  | 2 | 22 | 50  | 136 | -86 |

### Verdetti finali
- Aosta promosso in serie A2 2010-11.
- ACSI Aurora, Bra e, dopo i play-out, Bergamo Calcetto retrocesse in serie C1 2010-11.

## Girone B

### Partecipanti
Il girone comprende sei società provenienti dalla Toscana, quattro dal Veneto, due dal Friuli-Venezia Giulia e una dal Trentino-Alto Adige. Al posto di Thiene e Verona promossi in A2, e delle retrocesse Fiorentina e Green Tower Trento, è stato ammesso l'Atlante Grosseto, retrocesso dalla serie A2, e le vincitrici dei rispettivi campionati di serie C1 ovvero Adriatica Monfalcone, Futsal Tirrenia, Povoli Team (con sede a Riva del Garda) e il Carrè Chiuppano vincitore dei play-off nazionali. Rivoluzione nel Veneto che durante l'estate perde tre rappresentanti: l'Acinque Venezia vincitrice della serie C1 regionale è incorporata dal Venezia mentre la SeriAlpes Futsal confluisce nella Canottieri Belluno; si registra inoltre la rinuncia del Castelli Montecchio. Il Petrarca retrocesso sul campo al termine della stagione scorsa è stato invece reintegrato in seguito alla revocazione del verdetto, poiché risultato viziato da un errore tecnico durante l'incontro perso contro il Carmenta il 6 dicembre 2008. A completare l'organico del girone è stata ripescata la retrocessa Grado 2006.

### Classifica
|  | Pos. | Squadra              | Pt | G  | V  | N  | P  | GF  | GS  | DR  |
|  | ---- | -------------------- | -- | -- | -- | -- | -- | --- | --- | --- |
|  | 1.   | Carmenta             | 67 | 24 | 17 | 7  | 2  | 122 | 63  | +59 |
|  | 2.   | Poggibonsese         | 50 | 24 | 17 | 5  | 4  | 129 | 70  | +59 |
|  | 3.   | Prato                | 47 | 24 | 14 | 7  | 5  | 89  | 61  | +28 |
|  | 4.   | Carrè Chiuppano      | 43 | 24 | 14 | 5  | 7  | 103 | 64  | +39 |
|  | 5.   | Atlante Grosseto     | 41 | 24 | 15 | 1  | 10 | 82  | 73  | +9  |
|  | 6.   | Villorba             | 38 | 24 | 14 | 3  | 9  | 103 | 82  | +21 |
|  | 7.   | Tirrenia             | 35 | 24 | 10 | 11 | 5  | 70  | 67  | +3  |
|  | 8.   | L'Oasi               | 34 | 24 | 7  | 7  | 12 | 76  | 93  | -17 |
|  | 9.   | Petrarca             | 25 | 24 | 8  | 4  | 14 | 76  | 101 | -25 |
|  | -    | Povoli Team          | 21 | 24 | 8  | 0  | 16 | 79  | 119 | -40 |
|  | 10.  | Isolotto             | 21 | 24 | 6  | 6  | 14 | 79  | 87  | -8  |
|  | 11.  | Adriatica Monfalcone | 17 | 24 | 6  | 1  | 17 | 78  | 136 | -58 |
|  | 12.  | Grado 2006           | 6  | 24 | 2  | 0  | 22 | 41  | 131 | -90 |

### Verdetti finali
- Carmenta promossa ma non iscritta in serie A2 2010-11.
- Povoli Team escluso dal campionato dopo la quarta rinuncia (15ª giornata). Tutte le gare residuali in calendario sono state considerate perse con il punteggio di 0-6 a favore della società antagonista.
- Grado 2006 e, dopo i play-out, Adriatica Monfalcone retrocesse in serie C1 2010-11.

## Girone C

### Partecipanti
Il girone comprende sei società provenienti dalle Marche, tre dall'Umbria, due dall'Abruzzo e una rispettivamente dall'Emilia-Romagna e dal Lazio. Al posto del Civitanova promosso in A2, e delle retrocesse Bagnolo C5, Castello C5, Juventina Montegranaro e Vigor Fabriano, sono state ammesse l'Atletico Teramo retrocesso dalla serie A2 e la vincitrice della serie C1 umbra ovvero la Virtus Montecastelli. Altea C5 e AVIS Ascoli, vincitrici del campionato di serie C1 rispettivamente di Emilia-Romagna e Marche non hanno presentato domanda di iscrizione, venendo sostituite dalle ripescate Real Rieti e Rimini. Per compensare lo spostamento di Forlì e Reggiana al girone A sono stati inseriti in questo girone il Raiano proveniente dal girone D nonché il CLT che ha rinunciato al campionato di serie A ripartendo dalla serie B con la denominazione "Terni Calcio a 5". Si registra infine la fusione della Cameranese con il Calcetto Numana a formare il "BFTM Numana-Cameranese".

### Classifica
|  | Pos. | Squadra           | Pt | G  | V  | N | P  | GF  | GS  | DR   |
|  | ---- | ----------------- | -- | -- | -- | - | -- | --- | --- | ---- |
|  | 1.   | Pesaro            | 61 | 24 | 19 | 4 | 1  | 121 | 36  | +85  |
|  | 2.   | Real Rieti        | 60 | 24 | 19 | 3 | 2  | 117 | 46  | +71  |
|  | 3.   | Terni             | 57 | 24 | 20 | 1 | 3  | 112 | 37  | +75  |
|  | 4.   | Numana-Cameranese | 40 | 24 | 12 | 5 | 7  | 92  | 88  | +4   |
|  | 5.   | Atletico Teramo   | 38 | 24 | 12 | 2 | 10 | 87  | 59  | +28  |
|  | 6.   | Palextra Fano     | 33 | 24 | 10 | 3 | 11 | 72  | 64  | +8   |
|  | 7.   | Montecastelli     | 32 | 24 | 9  | 5 | 10 | 114 | 113 | +1   |
|  | 8.   | CUS Ancona        | 31 | 24 | 10 | 1 | 13 | 89  | 90  | -1   |
|  | 9.   | Raiano            | 29 | 24 | 9  | 2 | 13 | 81  | 91  | -10  |
|  | 10.  | Miracolo Piceno   | 29 | 24 | 9  | 2 | 13 | 82  | 95  | -13  |
|  | 11.  | Virtus Gualdo     | 17 | 24 | 4  | 5 | 15 | 76  | 125 | -49  |
|  | 12.  | Tre Colli         | 14 | 24 | 4  | 2 | 18 | 83  | 152 | -69  |
|  | 13.  | Rimini            | 4  | 24 | 1  | 1 | 22 | 51  | 181 | -130 |

### Verdetti finali
- Pesaro Five e, dopo i play-off, Real Rieti promossi in serie A2 2010-11.
- Rimini, Tre Colli e, dopo i play-out, Virtus Gualdo retrocesse in serie C1 2010-11.

## Girone D

### Partecipanti
Il girone è composto da sette società pugliesi, tre abruzzesi, due lucane e una molisana. Rispetto alla precedente edizione l'organico ha subito numerosi cambiamenti. Adriatica Pescara, Loreto Aprutino e Olimpiadi sono infatti le sole società confermate tra quelle aventi diritto, a cui si aggiungono le ripescate Barletta e Manfredonia, retrocesse sul campo. L'Azzurri Conversano è stata ripescata in Serie A2; il Raiano è stato inserito nel girone C mentre Biancazzurro Fasano, Martina C5, Real Toco e Virtus Monopoli sono state spostate nel girone F. Da quest'ultimo provengono il Team Matera e il Deportivo Matera, che ha cambiato la propria denominazione in "Mathera C5". Sono inserite in questo girone le tre società vincitrici dei rispettivi campionati di serie C1 ovvero Atletico Giovinazzo (Puglia), Scarabeo Venafro (Molise) e Sporting Ortona (Abruzzo). Completano l'organico le ripescate Pellegrino Sport (con sede ad Altamura), Real Molfetta e Sporting Modugno.

### Classifica
|  | Pos. | Squadra             | Pt | G  | V  | N | P  | GF  | GS  | DR  |
|  | ---- | ------------------- | -- | -- | -- | - | -- | --- | --- | --- |
|  | 1.   | Adriatica Pescara   | 54 | 24 | 17 | 3 | 4  | 103 | 66  | +37 |
|  | 2.   | Loreto Aprutino     | 49 | 24 | 15 | 4 | 5  | 118 | 64  | +54 |
|  | 3.   | Real Molfetta       | 49 | 24 | 15 | 4 | 5  | 101 | 68  | +33 |
|  | 4.   | Olimpiadi           | 41 | 24 | 12 | 5 | 7  | 88  | 84  | +4  |
|  | 5.   | Sporting Ortona     | 36 | 24 | 10 | 6 | 8  | 97  | 90  | +9  |
|  | 6.   | Mathera             | 35 | 24 | 11 | 2 | 11 | 99  | 96  | +3  |
|  | 7.   | Team Matera         | 33 | 24 | 9  | 6 | 9  | 85  | 89  | -4  |
|  | 8.   | Sporting Modugno    | 32 | 24 | 10 | 2 | 12 | 101 | 97  | +4  |
|  | 9.   | Venafro             | 28 | 24 | 8  | 4 | 12 | 82  | 98  | -16 |
|  | 10.  | Manfredonia         | 27 | 24 | 7  | 6 | 11 | 71  | 88  | -17 |
|  | 11.  | Atletico Giovinazzo | 24 | 24 | 6  | 6 | 12 | 97  | 133 | -36 |
|  | 12.  | Barletta            | 22 | 24 | 6  | 4 | 14 | 92  | 111 | -19 |
|  | 13.  | Pellegrino Sport    | 11 | 24 | 3  | 2 | 19 | 59  | 109 | -50 |

### Verdetti finali
- Adriatica Pescara promossa in serie A2 2010-11.
- Pellegrino Sport retrocessa in serie C1 pugliese.
- Olimpiadi Bisceglie ripescata in serie A2.
- Barletta e, dopo i play-out, Manfredonia retrocesse ma poi ripescate.

## Girone E

### Partecipanti
Il girone comprende nove società laziali e quattro sarde. Assemini e Roma Futsal, retrocesse al termine del precedente campionato di serie A2, non sostituiscono le promosse Coar Orvieto e Fiumicino: la compagine sarda ha unito le forze con l'Atiesse mentre la blasonata squadra capitolina è ripartita dalla serie D. Anche l'Atletico Trexenta ha rinunciato al campionato e al suo posto è stata ripescata la Pro Capoterra, sconfitta proprio dai senorbiesi nei play-out; il secondo posto rimasto vacante è stato riempito dal ripescaggio dello "ZIR Prato Sardo Nuoro". Cogianco Genzano ed Elmas 01 sono le vincitrici dei rispettivi campionati di serie C1 mentre Salaria Sport Village e Teleco Cagliari hanno conquistato la promozione vincendo la fase nazionale dei play-off. Il titolo dell'Aurelia Nord Ovest è stato rilevato dall'Alphaturris.

### Classifica
|                                          | Pos. | Squadra               | Pt | G  | V  | N | P  | GF  | GS  | DR  |
| ---------------------------------------- | ---- | --------------------- | -- | -- | -- | - | -- | --- | --- | --- |
| Vincitrice della Coppa Italia di Serie B | 1.   | Cogianco              | 56 | 24 | 18 | 2 | 4  | 116 | 40  | +76 |
|                                          | 2.   | Latina                | 55 | 24 | 18 | 1 | 5  | 126 | 71  | +55 |
|                                          | 3.   | Civis Colleferro      | 55 | 24 | 18 | 1 | 5  | 109 | 58  | +51 |
|                                          | 4.   | Polaris               | 39 | 24 | 11 | 6 | 7  | 71  | 71  | 0   |
|                                          | 5.   | Palestrina            | 37 | 24 | 13 | 2 | 9  | 90  | 74  | +16 |
|                                          | 6.   | L'Acquedotto          | 35 | 24 | 11 | 2 | 11 | 78  | 88  | -10 |
|                                          | 7.   | Salaria Sport Village | 33 | 24 | 9  | 6 | 9  | 75  | 80  | -5  |
|                                          | 8.   | Alphaturris           | 26 | 24 | 7  | 5 | 12 | 71  | 92  | -21 |
|                                          | 9.   | Elmas                 | 25 | 24 | 7  | 4 | 13 | 88  | 98  | -10 |
|                                          | 10.  | Albano                | 23 | 24 | 7  | 2 | 15 | 60  | 81  | -21 |
|                                          | 11.  | Pro Capoterra         | 21 | 24 | 5  | 7 | 12 | 62  | 97  | -35 |
|                                          | 12.  | Teleco Cagliari       | 18 | 24 | 5  | 3 | 16 | 52  | 92  | -40 |
|                                          | 13.  | ZIR Nuoro             | 18 | 24 | 5  | 3 | 16 | 66  | 122 | -56 |

### Verdetti finali
- Cogianco Genzano promossa in serie A2 2010-11.
- Teleco Cagliari, ZIR Nuoro e, dopo i play-out, Pro Capoterra retrocesse in serie C1 2010-11.

## Girone F

### Partecipanti
Il girone comprende sei società pugliesi, cinque campane, due siciliane e una lucana. Al posto della Licogest Vibo promossa in serie A2, della esclusa Catanzaro C5 e delle retrocesse Città di Cosenza, Real Matera e Sporting Peloro sono state ammesse le vincitrici dei campionati di serie C1 ovvero Acireale (Sicilia), RMA Bagnolese (Campania), Me.Co. Potenza (Basilicata), nonché il Village ISEF vincitore della Coppa Italia di serie C1 e la Mecobil Pese di San Vitaliano vincitrice dei play-off nazionali. La Catanzarese Stefano Gallo, campione regionale della Calabria ha rinunciato alla categoria, ripartendo dalla Serie D provinciale. Anche Deportivo Eden, Sporting Mazarese, Azzurra Marigliano e Marcianise non hanno presentato domanda di iscrizione; queste ultime due società, retrocesse dalla serie A2 al termine del precedente campionato, hanno operato una fusione tra loro dando vita al "Napoli Ma.Ma. Futsal" che è stato ripescato in serie A2. Il Gragnano e il Real Reggio, giunti rispettivamente secondo e terzo nella precedente edizione, sono stati ripescati in serie A2. L'organico del girone è completato dal Polignano, retrocesso dalla serie A2 e dal ripescaggio dell'Atletico Ruvo.

### Classifica
|  | Pos. | Squadra             | Pt | G  | V  | N | P  | GF  | GS  | DR   |
|  | ---- | ------------------- | -- | -- | -- | - | -- | --- | --- | ---- |
|  | 1.   | ISEF Poggiomarino   | 65 | 26 | 21 | 2 | 3  | 186 | 65  | +121 |
|  | 2.   | Biancazzurro        | 54 | 26 | 17 | 3 | 6  | 155 | 92  | +63  |
|  | 3.   | Acireale            | 48 | 26 | 15 | 3 | 8  | 153 | 106 | +47  |
|  | 4.   | Mecobil Pese        | 43 | 26 | 13 | 4 | 9  | 118 | 90  | +28  |
|  | 5.   | Monopoli            | 43 | 26 | 14 | 1 | 11 | 115 | 107 | +8   |
|  | 6.   | RMA Bagnolese       | 42 | 26 | 13 | 3 | 10 | 126 | 87  | +39  |
|  | 7.   | Scafati-Santa Maria | 42 | 26 | 13 | 3 | 10 | 118 | 95  | +23  |
|  | 8.   | Azzurra Paganese    | 40 | 26 | 12 | 4 | 10 | 106 | 83  | +23  |
|  | 9.   | Polignano           | 23 | 26 | 12 | 3 | 11 | 110 | 99  | +11  |
|  | 10.  | Real Toco           | 23 | 26 | 7  | 2 | 17 | 88  | 130 | -42  |
|  | 11.  | Atletico Ruvo       | 22 | 26 | 6  | 4 | 16 | 70  | 124 | -54  |
|  | 12.  | Potenza             | 20 | 26 | 6  | 2 | 18 | 94  | 123 | -29  |
|  | -    | Siracusa            | 11 | 26 | 4  | 2 | 20 | 50  | 156 | -106 |
|  | 13.  | Martina             | 9  | 26 | 2  | 3 | 21 | 67  | 137 | -70  |

### Verdetti finali
- ISEF Poggiomarino e, dopo i play-off, Biancazzurro Fasano promossi in Serie A2 2010-11.
- Siracusa esclusa dal campionato dopo la quarta rinuncia (23ª giornata). Tutte le gare residuali in calendario sono state considerate perse con il punteggio di 0-6 a favore dell'avversario.
- Atletico Ruvo retrocesso in serie C1 2010-11 dopo i play-out.
- Potenza e Martina retrocessi e successivamente ripescati in Serie B 2010-2011

## Play-off

### Primo turno
| Squadra 1         | Totale  | Squadra 2        | Andata | Ritorno    |
| ----------------- | ------- | ---------------- | ------ | ---------- |
| Aymavilles        | 6 - 15  | Torino Cesana    | 3 - 7  | 3 - 8      |
| Domus Bresso      | 4 - 7   | Reggiana         | 3 - 2  | 1 - 5      |
| Carrè Chiuppano   | 10 - 9  | Prato            | 3 - 5  | 7 - 4(dts) |
| Atlante Grosseto  | 8 - 10  | Poggibonsese     | 3 - 7  | 5 - 3      |
| Atletico Teramo   | 2 - 5   | Real Rieti       | 1 - 4  | 1 - 3      |
| Numana-Cameranese | 8 - 3   | Terni            | 6 - 1  | 2 - 2      |
| Olimpiadi         | 1 - 10  | Real Molfetta    | 5 - 5  | 1 - 5      |
| Sporting Ortona   | 5 - 13  | Loreto Aprutino  | 3 - 5  | 2 - 8      |
| Palestrina        | 11 - 13 | Latina           | 7 - 6  | 4 - 7(dts) |
| Polaris           | 5 - 7   | Civis Colleferro | 4 - 0  | 1 - 7      |
| Mecobil Pese      | 7 - 9   | Acireale         | 6 - 5  | 1 - 4      |
| Monopoli          | 4 - 9   | Biancazzurro     | 1 - 4  | 3 - 5      |

### Secondo turno

#### 1ª giornata
17 aprile 2010
- Carrè Futsal Chiuppano - Torino Cesana 1-3
- BFTM Numana Cameranese - Poggibonsese 6-4
- Civis Colleferro - Loreto Aprutino 3-3
- Acireale - Real Molfetta 3-2

#### 2ª giornata
24 aprile 2010
- Real Rieti - Carrè Futsal Chiuppano 6-1
- Poggibonsese - Reggiana 3-6
- Ferramati Fasano - Civis Colleferro 2-0
- Real Molfetta - Pecorilli Latina 2-2

#### 3ª giornata
1º maggio 2010
- Torino Cesana - Real Rieti 2-4
- Poggibonsese - Reggiana 3-6
- Loreto Aprutino - Ferramati Fasano 4-4
- Pecorilli Latina - Acireale 2-3

#### Triangolare 1
|  | Squadra         | P.ti | V | P | S | GF | GS | DR |
|  | --------------- | ---- | - | - | - | -- | -- | -- |
|  | Real Rieti      | 6    | 2 | 0 | 0 | 10 | 3  | +7 |
|  | Torino Cesana   | 3    | 1 | 0 | 1 | 5  | 5  | 0  |
|  | Carrè Chiuppano | 0    | 0 | 0 | 2 | 2  | 9  | -7 |
|  |                 |      |   |   |   |    |    |    |

#### Triangolare 3
|  | Squadra          | P.ti | V | P | S | GF | GS | DR |
|  | ---------------- | ---- | - | - | - | -- | -- | -- |
|  | Biancazzurro     | 4    | 1 | 1 | 0 | 6  | 4  | +2 |
|  | Loreto Aprutino  | 2    | 0 | 2 | 0 | 7  | 7  | 0  |
|  | Civis Colleferro | 1    | 0 | 1 | 1 | 3  | 5  | -2 |
|  |                  |      |   |   |   |    |    |    |

#### Triangolare 2
|  | Squadra           | P.ti | V | P | S | GF | GS | DR |
|  | ----------------- | ---- | - | - | - | -- | -- | -- |
|  | Reggiana          | 6    | 2 | 0 | 0 | 12 | 7  | +5 |
|  | Numana-Cameranese | 3    | 1 | 0 | 1 | 10 | 10 | 0  |
|  | Poggibonsese      | 0    | 0 | 0 | 2 | 7  | 12 | -5 |
|  |                   |      |   |   |   |    |    |    |

#### Triangolare 4
|  | Squadra       | P.ti | V | P | S | GF | GS | DR |
|  | ------------- | ---- | - | - | - | -- | -- | -- |
|  | Acireale      | 6    | 2 | 0 | 0 | 6  | 4  | +2 |
|  | Latina        | 1    | 0 | 1 | 1 | 4  | 5  | -1 |
|  | Real Molfetta | 1    | 0 | 1 | 1 | 4  | 5  | -1 |
|  |               |      |   |   |   |    |    |    |

### Terzo turno
Gli incontri di andata si sono disputati l'8 maggio, quelli di ritorno il 15 maggio 2010 a campi invertiti.
| Squadra 1 | Totale | Squadra 2    | Andata | Ritorno |
| --------- | ------ | ------------ | ------ | ------- |
| Reggiana  | 8-9    | Real Rieti   | 3-6    | 5-3     |
| Acireale  | 6-7    | Biancazzurro | 2-2    | 4-5     |

## Play-out
| Squadra 1            | Totale | Squadra 2       | Andata | Ritorno |
| -------------------- | ------ | --------------- | ------ | ------- |
| Bergamo Calcetto     | 7 - 8  | Toniolo Milano  | 1 - 3  | 6 - 5   |
| Adriatica Monfalcone | 5 - 15 | Isolotto        | 2 - 6  | 3 - 9   |
| Virtus Gualdo        | 1 - 6  | Miracolo Piceno | 1 - 4  | 0 - 2   |
| Atletico Giovinazzo  | 5 - 3  | Manfredonia     | 3 - 2  | 2 - 1   |
| Pro Capoterra        | 4 - 5  | Albano          | 2 - 2  | 2 - 3   |
| Atletico Ruvo        | 6 - 8  | Real Toco       | 2 - 2  | 4 - 6   |